# Championnat d'Europe masculin de handball 2004
Navigation
Suède 2002 Suisse 2006
Le championnat d'Europe masculin de handball 2004 est la 6e édition du championnat d'Europe masculin de handball. Il se déroule en Slovénie du 22 janvier au 2 février 2004.
L'Allemagne, finaliste de l'édition précédente est cette fois sacrée en disposant en finale de la surprenante Slovénie, portée par la ferveur de son public. Comme quatre ans plus tôt, le Danemark complète le podium aux dépens d'une Croatie qui ne peut se satisfaire des titres de meilleur joueur décerné à Ivano Balić et de meilleur buteur à Mirza Džomba (46 buts).
Exit la Suède, triple tenant du titre et triple vice-championne olympique en titre, qui ne termine qu'à la 7e place tandis que la France, malgré la première compétition internationale d'un Nikola Karabatic élu meilleur arrière gauche de la compétition, ne parvient toujours pas à remporter de médaille continentale.

## Présentation

### Lieux de compétition
| Photo                         | Ville     | Salle            | Capacité    | Année | Localisation                        |
| ----------------------------- | --------- | ---------------- | ----------- | ----- | ----------------------------------- |
|                               | Ljubljana | Hala Tivoli      | 7000 places | 1965  | \| Ljubljana Celje Velenje Koper \| |
|                               | Celje     | Zlatorog Arena   | 4620 places | 2003  | \| Ljubljana Celje Velenje Koper \| |
|                               | Velenje   | Red Hall         | 4000 places | 1975  | \| Ljubljana Celje Velenje Koper \| |
|                               | Koper     | Dvorana Bonifika | 2160 places | 2003  | \| Ljubljana Celje Velenje Koper \| |
| Ljubljana Celje Velenje Koper |           |                  |             |       |                                     |

### Qualifications
L'organisateur, le tenant en titre et les quatre meilleures équipes du Championnat d'Europe 2002 sont directement qualifiées. Les 10 autres équipes doivent passer par des phases de qualifications :
- phase de groupes[1] : 24 équipes sont réparties dans 6 groupes de 4 équipes. Les 2 premiers de chaque groupes (soit 12 équipes) se qualifient pour les barrages où elles retrouvent les 8 équipes tête de série.
- barrages[2] : les équipes sont opposées selon un système de matchs aller-retour. L'équipe marquant le plus grand nombre de buts sur les deux matchs s'impose, si égalité, l'équipe ayant le plus grand nombre de buts à l'extérieur se qualifie, sinon, prolongation. Les 10 vainqueurs se qualifient pour le Championnat d'Europe de handball 2004.

Ainsi les seize équipes qualifiées sont :
- Organisateur (1) :  Slovénie
- Tenant en titre (1) :  Suède
- Meilleures équipes du Championnat d'Europe 2002 (4) :  Allemagne,  Danemark,  Islande,  Russie
- Qualification (10) :  Croatie,  Espagne,  France,  Hongrie,  Pologne,  Portugal,  Rép. tchèque,  Serbie-et-Monténégro,  Slovénie,  Suisse,  Ukraine,

### Modalités
Les 16 équipes qualifiées sont réparties dans 4 groupes de 4 équipes. Les trois premiers de chaque groupe du tour préliminaire se qualifient pour le tour principal. Les 12 équipes qualifiées sont divisées en 2 groupe de 6 dont les 2 premiers de chaque groupe disputent des demi-finales croisées. Les résultats du tour préliminaire entre les équipes d'un même groupe sont conservés au tour principal.

## Tour préliminaire

### Groupe A -Velenje
|   | Équipe  | Pts | J | G | N | P | Bp | Bc | Diff |
| - | ------- | --- | - | - | - | - | -- | -- | ---- |
| 1 | Russie  | 6   | 3 | 3 | 0 | 0 | 87 | 74 | 13   |
| 2 | Suède   | 4   | 3 | 2 | 0 | 1 | 93 | 79 | 14   |
| 3 | Suisse  | 2   | 3 | 1 | 0 | 2 | 69 | 85 | -16  |
| 4 | Ukraine | 0   | 3 | 0 | 0 | 3 | 74 | 85 | -11  |

### Groupe B -Ljubljana
|   | Équipe   | Pts | J | G | N | P | Bp | Bc  | Diff |
| - | -------- | --- | - | - | - | - | -- | --- | ---- |
| 1 | Croatie  | 5   | 3 | 2 | 1 | 0 | 88 | 86  | 2    |
| 2 | Danemark | 4   | 3 | 2 | 0 | 1 | 85 | 78  | 7    |
| 3 | Espagne  | 2   | 3 | 1 | 0 | 2 | 82 | 81  | 1    |
| 4 | Portugal | 1   | 3 | 0 | 1 | 2 | 91 | 101 | -10  |

### Groupe C -Celje
|   | Équipe       | Pts | J | G | N | P | Bp  | Bc | Diff |
| - | ------------ | --- | - | - | - | - | --- | -- | ---- |
| 1 | Slovénie     | 5   | 3 | 2 | 1 | 0 | 100 | 90 | 10   |
| 2 | Hongrie      | 5   | 3 | 2 | 1 | 0 | 91  | 83 | 8    |
| 3 | Rép. tchèque | 1   | 3 | 0 | 1 | 2 | 88  | 97 | -9   |
| 4 | Islande      | 1   | 3 | 0 | 1 | 2 | 87  | 96 | -9   |

Remarque : la Slovénie et la Hongrie, ayant fait match nul, sont départagées à la meilleure différence générale. La République tchèque et l'Islande, dans le même cas, sont départagées à la meilleure attaque (différence générale égale).

### Groupe D -Koper
|   | Équipe               | Pts | J | G | N | P | Bp | Bc  | Diff |
| - | -------------------- | --- | - | - | - | - | -- | --- | ---- |
| 1 | France               | 5   | 3 | 2 | 1 | 0 | 81 | 74  | 7    |
| 2 | Serbie-et-Monténégro | 4   | 3 | 2 | 0 | 1 | 86 | 78  | 8    |
| 3 | Allemagne            | 3   | 3 | 1 | 1 | 1 | 96 | 89  | 7    |
| 4 | Pologne              | 0   | 3 | 0 | 0 | 3 | 86 | 108 | -22  |

## Tour principal

### Groupe I -Celje
|   | Équipe   | Pts | J | G | N | P | Bp  | Bc  | Diff |
| - | -------- | --- | - | - | - | - | --- | --- | ---- |
| 1 | Croatie  | 9   | 5 | 4 | 1 | 0 | 138 | 131 | 7    |
| 2 | Danemark | 8   | 5 | 4 | 0 | 1 | 153 | 125 | 28   |
| 3 | Russie   | 7   | 5 | 3 | 1 | 1 | 149 | 137 | 12   |
| 4 | Suède    | 4   | 5 | 2 | 0 | 3 | 145 | 144 | 1    |
| 5 | Espagne  | 2   | 5 | 1 | 0 | 4 | 133 | 143 | -10  |
| 6 | Suisse   | 0   | 5 | 0 | 0 | 5 | 115 | 153 | -38  |

|  | Qualifié pour les demi-finales (1er et 2e) |
|  | Matchs de classement (3e et 4e)            |
|  | Éliminé de la compétition (5e et 6e)       |

### Groupe II -Ljubljana
|   | Équipe               | Pts | J | G | N | P | Bp  | Bc  | Diff |
| - | -------------------- | --- | - | - | - | - | --- | --- | ---- |
| 1 | Allemagne            | 7   | 5 | 3 | 1 | 1 | 151 | 131 | 20   |
| 2 | Slovénie             | 7   | 5 | 3 | 1 | 1 | 144 | 135 | 9    |
| 3 | France               | 5   | 5 | 2 | 1 | 2 | 134 | 129 | 5    |
| 4 | Serbie-et-Monténégro | 5   | 5 | 2 | 1 | 2 | 134 | 135 | -1   |
| 5 | Hongrie              | 4   | 5 | 1 | 2 | 2 | 132 | 140 | -8   |
| 6 | Rép. tchèque         | 2   | 5 | 1 | 0 | 4 | 147 | 172 | -25  |

|  | Qualifié pour les demi-finales (1er et 2e) |
|  | Matchs de classement (3e et 4e)            |
|  | Éliminé de la compétition (5e et 6e)       |

L'Allemagne devance la Slovénie grâce à sa victoire 31 à 24. De même, la France devance le Serbie-et-Monténégro grâce à sa victoire 23 à 20.

## Phase finale
|  | Demi-finales               | Demi-finales               |                        |    | Finale                     | Finale                     |
|  | Demi-finales               | Demi-finales               |                        |    | Finale                     | Finale                     |
|  |                            |                            |                        |    |                            |                            |
|  | 31 janvier 2004, Ljubljana | 31 janvier 2004, Ljubljana |                        |    | 01 janvier 2005, Ljubljana | 01 janvier 2005, Ljubljana |
|  | 31 janvier 2004, Ljubljana | 31 janvier 2004, Ljubljana |                        |    | 01 janvier 2005, Ljubljana | 01 janvier 2005, Ljubljana |
|  | Allemagne                  | 22                         |                        |    | 01 janvier 2005, Ljubljana | 01 janvier 2005, Ljubljana |
|  | Allemagne                  | 22                         |                        |    | 01 janvier 2005, Ljubljana | 01 janvier 2005, Ljubljana |
|  | Danemark                   | 20                         |                        |    | 01 janvier 2005, Ljubljana | 01 janvier 2005, Ljubljana |
|  | Danemark                   | 20                         | Allemagne              | 30 |                            |                            |
|  | 31 janvier 2004, Ljubljana |                            | Allemagne              | 30 |                            |                            |
|  |                            | Slovénie                   | 25                     |    |                            |                            |
|  | Slovénie                   | Slovénie                   | 25                     | 27 |                            |                            |
|  | Slovénie                   |                            |                        | 27 |                            |                            |
|  | Croatie                    | 25                         |                        |    |                            |                            |
|  | Croatie                    | 25                         | Match pour la 3e place |    |                            |                            |
|  |                            |                            |                        |    |                            |                            |
|  | 01 janvier 2005, Ljubljana |                            |                        |    |                            |                            |
|  |                            |                            |                        |    |                            |                            |
|  | Danemark                   | 31                         |                        |    |                            |                            |
|  | Danemark                   | 31                         |                        |    |                            |                            |
|  | Croatie                    | 27                         |                        |    |                            |                            |
|  | Croatie                    | 27                         |                        |    |                            |                            |

### Demi-finales
| 31 janvier 2004 15h00 | Danemark              | 20 – 22   | Allemagne        | Hala Tivoli, Ljubljana Affluence : 6 500 Arbitrage : Rančík, Beňo |
| 31 janvier 2004 15h00 | Lars Krogh Jeppesen 5 | (11 – 11) | Jan-Olaf Immel 7 | Hala Tivoli, Ljubljana Affluence : 6 500 Arbitrage : Rančík, Beňo |
| 31 janvier 2004 15h00 | ×3 ×5                 | Rapport   | ×2 ×6            | Hala Tivoli, Ljubljana Affluence : 6 500 Arbitrage : Rančík, Beňo |

| 31 janvier 2004 17h30 | Croatie         | 25 – 27   | Slovénie        | Hala Tivoli, Ljubljana Affluence : 7 000 Arbitrage : Vakula, Ljudovik |
| 31 janvier 2004 17h30 | Mirza Džomba 12 | (13 – 15) | Vid Kavtičnik 6 | Hala Tivoli, Ljubljana Affluence : 7 000 Arbitrage : Vakula, Ljudovik |
| 31 janvier 2004 17h30 | ×3 ×4           | Rapport   | ×4 ×8 ×1        | Hala Tivoli, Ljubljana Affluence : 7 000 Arbitrage : Vakula, Ljudovik |

### Match pour la3eplace
| 1 février 2004 15h00 | Croatie             | 27 – 31   | Danemark            | Hala Tivoli, Ljubljana Affluence : 7 000 Arbitrage : Breto, Huelin |
| 1 février 2004 15h00 | Blaženko Lacković 8 | (14 – 15) | Lars Christiansen 9 | Hala Tivoli, Ljubljana Affluence : 7 000 Arbitrage : Breto, Huelin |
| 1 février 2004 15h00 | ×4                  | Rapport   | ×2 ×6               | Hala Tivoli, Ljubljana Affluence : 7 000 Arbitrage : Breto, Huelin |

### Finale
| 1 février 2004 17h30 | Slovénie          | 25 – 30   | Allemagne          | Hala Tivoli, Ljubljana Affluence : 7 000 Arbitrage : Hansson, Olsson |
| 1 février 2004 17h30 | Renato Vugrinec 6 | (10 – 16) | Florian Kehrmann 9 | Hala Tivoli, Ljubljana Affluence : 7 000 Arbitrage : Hansson, Olsson |
| 1 février 2004 17h30 | ×3                | Rapport   | ×2 ×1              | Hala Tivoli, Ljubljana Affluence : 7 000 Arbitrage : Hansson, Olsson |

### Matchs de classement
Le résultat du match pour la 7e place est :
| 31 janvier 2004 12:30 | Suède                   | 35 – 34   | Serbie-et-Monténégro | Hala Tivoli, Ljubljana Affluence : 1 000 Arbitrage : Lemme, Ullrich |
| 31 janvier 2004 12:30 | K. Andersson, Larholm 7 | (16 – 17) | Milorad Krivokapić 6 | Hala Tivoli, Ljubljana Affluence : 1 000 Arbitrage : Lemme, Ullrich |
| 31 janvier 2004 12:30 | ×3                      | Rapport   | ×3 ×5                | Hala Tivoli, Ljubljana Affluence : 1 000 Arbitrage : Lemme, Ullrich |

Le résultat du match pour la 5e place est :
| 1 février 2004 12:30 | Russie          | 28 – 26   | France             | Hala Tivoli, Ljubljana Affluence : 1 000 Arbitrage : Repenšek, Požežnik |
| 1 février 2004 12:30 | Vitali Ivanov 8 | (14 – 11) | Nikola Karabatic 7 | Hala Tivoli, Ljubljana Affluence : 1 000 Arbitrage : Repenšek, Požežnik |
| 1 février 2004 12:30 | ×3 ×5 ×1        | Rapport   | ×3 ×5              | Hala Tivoli, Ljubljana Affluence : 1 000 Arbitrage : Repenšek, Požežnik |

## Classement final
| Rang                       | Nation               | J | G | N | P | Bp  | Bc  | Diff |  |
| -------------------------- | -------------------- | - | - | - | - | --- | --- | ---- |  |
| Médaille d'or, Europe      | Allemagne            | 8 | 6 | 1 | 1 | 244 | 208 | +36  |  |
| Médaille d'argent, Europe  | Slovénie             | 8 | 5 | 1 | 2 | 230 | 218 | +12  |  |
| Médaille de bronze, Europe | Danemark             | 8 | 6 | 0 | 2 | 240 | 206 | +34  |  |
| 4                          | Croatie              | 8 | 4 | 2 | 2 | 222 | 221 | +1   |  |
|                            |                      |   |   |   |   |     |     |      |  |
| 5                          | Russie               | 7 | 5 | 1 | 1 | 206 | 190 | +16  |  |
| 6                          | France               | 7 | 3 | 1 | 3 | 189 | 182 | +7   |  |
| 7                          | Suède                | 7 | 4 | 0 | 3 | 211 | 203 | +8   |  |
| 8                          | Serbie-et-Monténégro | 7 | 3 | 1 | 3 | 206 | 199 | +7   |  |
|                            |                      |   |   |   |   |     |     |      |  |
| 9                          | Hongrie              | 6 | 2 | 2 | 2 | 164 | 169 | – 5  |  |
| 10                         | Espagne              | 6 | 2 | 0 | 4 | 166 | 170 | – 4  |  |
| 11                         | Tchéquie             | 6 | 1 | 1 | 4 | 177 | 202 | – 25 |  |
| 12                         | Suisse               | 6 | 1 | 0 | 5 | 140 | 175 | – 35 |  |
|                            |                      |   |   |   |   |     |     |      |  |
| 13                         | Islande              | 3 | 0 | 1 | 2 | 87  | 96  | – 9  |  |
| 14                         | Portugal             | 3 | 0 | 1 | 2 | 91  | 101 | – 10 |  |
| 15                         | Ukraine              | 3 | 0 | 0 | 3 | 74  | 85  | – 11 |  |
| 16                         | Pologne              | 3 | 0 | 0 | 3 | 86  | 108 | – 22 |  |

L'Allemagne, vainqueur de ce championnat d'Europe, étant déjà qualifiée pour les Jeux olympiques d'Athènes grâce à sa deuxième place au Championnat du monde 2003, c'est la Slovénie qui obtient l'unique place qualificative pour les Jeux olympiques.

## Statistiques et récompenses

### Équipe-type
L'équipe-type du championnat d'Europe 2004 est, :
- Meilleur joueur (MVP) : Ivano Balić,  Croatie
- Gardien de but : Henning Fritz,  Allemagne
- Ailier gauche :  Édouard Kokcharov,  Russie
- Arrière gauche : Nikola Karabatic,  France
- Demi-centre : Ivano Balić,  Croatie
- Pivot : Michael V. Knudsen,  Danemark
- Arrière droit : Volker Zerbe,  Allemagne
- Ailier droit : Vid Kavtičnik,  Slovénie

### Statistiques individuelles
| Rang | Joueur                    | Nation    | Buts | Tirs | %      | MJ | Moy |
| ---- | ------------------------- | --------- | ---- | ---- | ------ | -- | --- |
| 1    | Mirza Džomba              | Croatie   | 46   | 64   | 71,9 % | 8  | 5,8 |
| 2    | Florian Kehrmann          | Allemagne | 45   | 81   | 55,6 % | 8  | 5,6 |
| 3    | Daniel Stephan            | Allemagne | 42   | 85   | 49,4 % | 8  | 5,3 |
| 4    | Michael V. Knudsen        | Danemark  | 40   | 49   | 81,6 % | 8  | 5   |
| 4    | Vid Kavtičnik             | Slovénie  | 40   | 65   | 61,5 % | 8  | 5   |
| 4    | Robert Kostadinovich (de) | Suisse    | 40   | 81   | 49,4 % | 6  | 6,7 |
| 7    | Édouard Kokcharov         | Russie    | 38   | 56   | 67,9 % | 7  | 5,4 |
| 7    | Renato Vugrinec           | Slovénie  | 38   | 77   | 49,4 % | 8  | 4,8 |
| 9    | Nikola Karabatic          | France    | 35   | 71   | 49,3 % | 7  | 5,0 |
| 10   | Søren Stryger             | Danemark  | 34   | 42   | 81,0 % | 7  | 4,9 |
| 10   | Alexeï Rastvortsev        | Russie    | 34   | 71   | 47,9 % | 7  | 4.9 |

| Rang | Joueur                | Nation    | %      | Arrêts | Tirs | MJ | Moy. |
| ---- | --------------------- | --------- | ------ | ------ | ---- | -- | ---- |
| 1    | Ievgueni Boudko (de)  | Ukraine   | 42,6 % | 23     | 54   | 3  | 7,7  |
| 2    | Michael Bruun (en)    | Danemark  | 41,3 % | 33     | 80   | 7  | 4,7  |
| 3    | Alexeï Kostygov (en)  | Russie    | 39,7 % | 23     | 58   | 3  | 7,7  |
| 4    | Christian Ramota (de) | Allemagne | 39,2 % | 29     | 74   | 4  | 7,3  |
| 5    | Beno Lapajne          | Slovénie  | 38,6 % | 56     | 145  | 5  | 11,2 |
| 6    | Nándor Fazekas        | Hongrie   | 37,7 % | 49     | 130  | 6  | 8,2  |
| 7    | Kasper Hvidt          | Danemark  | 37,4 % | 95     | 254  | 8  | 11,9 |
| 8    | Henning Fritz         | Allemagne | 37,3 % | 97     | 260  | 7  | 13,9 |
| 9    | János Szathmári (en)  | Hongrie   | 37,1 % | 52     | 140  | 5  | 10,4 |
| 10   | Mario Kelentrić (en)  | Croatie   | 35,0 % | 36     | 103  | 4  | 9,0  |

## Effectif des équipes sur le podium

### Champion d'Europe:Allemagne
L'effectif de l'équipe d'Allemagne, championne d'Europe, est :
- 01 - Henning Fritz (GB)
- 02 - Pascal Hens
- 03 - Steffen Weber
- 04 - Mark Dragunski
- 07 - Jan-Olaf Immel
- 08 - Christian Schwarzer
- 09 - Klaus-Dieter Petersen
- 11 - Volker Zerbe
- 12 - Christian Ramota (GB)
- 13 - Markus Baur
- 14 - Christian Zeitz
- 15 - Torsten Jansen
- 17 - Heiko Grimm
- 18 - Daniel Stephan
- 19 - Florian Kehrmann
- 20 - Christian Schöne

Entraîneur : Heiner Brand

### Vice-champion d'Europe:Slovénie
L'effectif de l'équipe de Slovénie, vice-championne d'Europe, est :
- 01 - Dušan Podpečan (GB)
- 03 - Ognjen Backovič
- 04 - Renato Vugrinec
- 05 - Zoran Jovičić
- 06 - Andrej Kastelic
- 07 - Vid Kavtičnik
- 08 - Branko Bedekovič
- 11 - Roman Pungartnik
- 12 - Gorazd Škof (GB)
- 13 - Tomaž Tomšič
- 14 - Ivan Simonović
- 15 - Aleš Pajovič
- 17 - Boštjan Ficko
- 18 - Uroš Zorman
- 19 - Zoran Lubej

Entraîneur : Kasim Kamenica

### Troisième place:Danemark
L'effectif de l'équipe du Danemark, médaillée de bronze, est :
- 01 - Kasper Hvidt (GB)
- 02 - Morten Bjerre
- 03 - Kasper Nielsen
- 04 - Klavs Bruun Jørgensen
- 05 - Torsten Laen
- 06 - Lars Jørgensen
- 08 - Jesper Jensen
- 09 - Lars Christiansen
- 10 - Joachim Boldsen
- 11 - Boris Schnuchel
- 12 - Michael Bruun (GB)
- 14 - Michael V. Knudsen
- 15 - Claus Møller Jakobsen
- 17 - Søren Stryger
- 18 - Christian Hjermind
- 21 - Lars Krogh Jeppesen

Entraîneur : Torben Winther